# Günter Knefelkamp
Günter Knefelkamp (né le 16 mars 1927 à Barkhausen et mort le 23 mai 2017 à Herne) est un homme politique allemand et membre du Landtag de Rhénanie-du-Nord-Westphalie (CDU).

## Biographie
Après l'école primaire et l'école secondaire, il étudie à l'École nationale d'ingénierie pour la gestion de l'eau et la technologie culturelle avec un diplôme d'ingénieur. De 1949 à 1952, il est ingénieur hydraulique dans un bureau municipal de génie civil, puis jusqu'en 1954 pour travailler dans le cadre de l'aide au développement en Afghanistan. À partir de 1954, il travaille comme chef de chantier et ingénieur pour diverses entreprises.
Depuis 1962, Knefelkamp est membre de la CDU. Il est actif dans de nombreux comités du parti, dont en tant que membre du conseil de district de Herne.

## Député
Du 30 mai 1985 au 30 mai 1990 Knefelkamp est membre du Landtag de Rhénanie-du-Nord-Westphalie. Il est élu sur la liste d'État de son parti.
Il est membre du conseil municipal de Herne depuis 1969.